# 船副使麻呂
船 副使麻呂（ふね の ふくしまろ）は、平安時代前期の貴族・儒学者。姓は船連、のち菅野朝臣。官位は従五位下・山城権守。

## 経歴
河内国丹比郡出身。従七位下・直講に叙任された後、貞観5年（863年）および貞観8年（866年）の釈奠において講師を務め、それぞれ『礼記』と『春秋左氏伝』を講じている。貞観9年（867年）外従五位下に叙され、本拠地を右京に移す。清和朝において直講・助教を務めながら、儒学者として以下の実績を残している。
- 貞観13年（871年）応天門の変による焼亡から修復した応天門の改名の是非と、応天門・朱雀門・羅城門の名称の由来について、大学博士・菅野佐世らと共に『春秋左氏伝』『毛詩』『五経正義』に基づき改名の必要がないこと、各門の名称に関しては経典にも記載がないことを旨を言上した[2]。
- 貞観18年（876年）に大極殿で火災があった際、廃朝することおよび群臣が政に従うことの是非について、大学博士・善淵永貞らと共に、『礼記』『春秋左氏伝』に基づき、紫宸殿で政を行うべきでないこと、群臣が政に従うのは当然である旨を言上した[3]。
- 元慶元年（877年）平子内親王が薨去した際、天皇は傍系親族の喪に服さないが、太上天皇（清和上皇。平子内親王は叔母にあたる）が傍系親族の喪に服することの是非について、大学博士・善淵永貞らと共に、『礼記』『五経正義』を基に、上皇が喪に服さずとも礼意に背くことはない旨を言上した[4]。

陽成朝に入ると、元慶元年（877年）山城権守として地方官に転じる。また同年12月には同じ百済系渡来氏族である内蔵権少充・津輔主および主殿充・葛井直臣と共に菅野朝臣へ改姓している。

## 官歴
『日本三代実録』による。
- 時期不詳：従七位下
- 貞観5年（863年） 8月7日：見直講
- 貞観8年（866年） 日付不詳：正六位上
- 貞観9年（867年） 正月7日：外従五位下。11月20日：改本居隷右京
- 時期不詳：従五位下（内位）
- 貞観18年（876年） 4月11日：見助教
- 元慶元年（877年） 日付不詳：山城権守。12月16日：菅野朝臣に改姓

## 系譜
- 父：不詳
- 母：不詳
- 妻：不詳
  - 女子：藤原良世室[5]